# Dramă Totală: Reuniunea Vedetelor
Dramă Totală: Reuniunea Vedetelor (engleză Total Drama: All-Stars) este prima parte din cele 26 de episoade difuzate de Teletoon și Cartoon Network în cadrul sezonului 5 al Dramei Totale. Acest sezon reunește în Tabăra Wawanakwa 14 concurenți din primele 2 generații pe tematica Eroi contra Răufăcători
Premiera în România a fost în 21 aprilie 2014 pe canalul Cartoon Network.

## Despre serial
Prima parte a sezonului 5 aduce în prim plan 14 concurenți din primele 2 generații (Turneul Mondial Al Dramei Totale și Insula Dramei Totale: Revanșa) pe tema Eroi contra Răufăcători. Regula rămâne aceiași: concurenții vor concura, iar cei care nu fac față probelor, vor vota un membru al echipei. În acest sezon se reîntoarce ca gazdă și prezentator Chris McLean (Richard Balint) și co-prezentatorul Bucătarul Satâr (Sebastian Lupu).
La începutul competiției, 14 concurenți vor fi plasați în 2 echipe. În fiecare episod, cele două echipe vor fi supuse la probe și doar o echipă, datorită unui concurent, va câștiga. Echipa pierzătoate se va prezenta seara la Ceremonia la Focul de Tabără, unde în urma unor voturi cu un 'X' pe poză, toți cu excepția unuia vor primi Nalbe, ca simbol al imunității. Membrul cu cele mai multe voturi va pleca din joc luând Tronul Rușinii. De asemenea, această primă parte a sezonului aduce regului noi. La ceremonie va fi prezentă și echipa câștigătoare ca membră a Galeriei Alunelor, iar unul din ei va pleca în Exil pe Insula Oaselor unde va avea o noapte la dispoziție să găsească Cap De Chris McLean Autentic, o statuie a invincibilității ce poate fi folosită la eliminare.

## Personaje
Mai jos, lista personajelor:
- Chris McLean
- Alejandro
- Cameron
- Courtney
- Duncan
- Gwen
- Heather
- Sierra, Svetlana
- Jo
- Lindsay
- Fulger
- Mike
- Mal
- Vito
- Manitoba Smith
- Sam
- Scott
- Zoey
- Bucătarul Satâr
- Chester

Apariții Cameo:
- Blaineley (nu vorbește)
- Cody (în imaginația Sierrei)
- Dakota (apare în poză)
- Ezekiel (nu vorbește)
- Izzy
- Jose
- Owen
- Dl. Nucă de Cocos

## Echipe
Sunt două echipe în Dramă Totală: Reuniunea Vedetelor, acestea fiind Hamsterii Eroi și Vulturii Răufăcători, amândouă cu un număr de 7 membrii. Aici sunt membrii originali ai echipelor:
- Hamsterii Eroi: Cameron, Courtney, Lindsay, Mike, Sam, Sierra și Zoey.
- Vulturii Răufăcători: Alejandro, Duncan, Gwen, Heather, Jo, Lightning și Scott.

- Duncan și Courtney au schimbat echipa în timpul ceremoniei de eliminare din episodul 3.
- Cameron a fost transferat în echipa adversă în timpul ceremoniei al episodului 5.

## Episoade
| Premiera în România | N/o | Titlu român                    | Titlu englez                        |
| ------------------- | --- | ------------------------------ | ----------------------------------- |
|                     |     |                                |                                     |
| SEZONUL 5           |     |                                |                                     |
|                     |     |                                |                                     |
| 21.04.2014          | 01  | Eroi contra răufacatori        | Heroes vs. Villains                 |
|                     |     |                                |                                     |
| 22.04.2014          | 02  | Răul înspăimântător            | Evil Dread                          |
|                     |     |                                |                                     |
| 23.04.2014          | 03  | Paintball cu lipitori          | Saving Private Leechball            |
|                     |     |                                |                                     |
| 24.04.2014          | 04  | Teroare gastronomică           | Food Fright                         |
|                     |     |                                |                                     |
| 25.04.2014          | 05  | Harababură sub clar de lună    | Moon Madness                        |
|                     |     |                                |                                     |
| 28.04.2014          | 06  | Ouă cu surprize                | No Eggspects The Spanish Opposition |
|                     |     |                                |                                     |
| 29.04.2014          | 07  | Lovitură sub centură           | Suckers Punched                     |
|                     |     |                                |                                     |
| 30.04.2014          | 08  | Glume nautice                  | You Regatta BY Kiding Me            |
|                     |     |                                |                                     |
| 01.05.2014          | 09  | Caută și vei găsi, asta vă zic | Zeek and Ye Shall Find              |
|                     |     |                                |                                     |
| 02.05.2014          | 10  | Cursă cu obstacole fatale      | The Obsta-kill Kourse               |
|                     |     |                                |                                     |
| 05.05.2014          | 11  | Înghețata de noroi             | Sundae Muddy Sundae                 |
|                     |     |                                |                                     |
| 06.05.2014          | 12  | Obraznicul și prada            | The Bold and the Booty-ful          |
|                     |     |                                |                                     |
| 07.05.2014          | 13  | Încleștarea finală             | The Final Wreck-ening               |
|                     |     |                                |                                     |